# 고스트메인
고스트메인(Ghostemane) 또는 에릭 고스테(Eric Ghoste)로 잘 알려진 에릭 휘트니(Eric Whitney, 1991년 4월 15일 ~ )는 미국의 래퍼, 가수, 작사가이다. 그는 주로 헤비메탈 음악, 힙합 음악, 인더스트리얼 음악의 요소들을 합쳐, 그의 고스트메인(Ghostemane)라는 별명으로 8개의 솔로 앨범과 3개의 콜라보레이션 앨범을 발매했다. 휘트니는 또한 'Baader-Meinhof'같은 블랙 메탈, "GASM" 같은 노이즈 뮤직, "Swearr"같은 일렉트로닉 뮤직을 포함한 스타일을 추구하며 많은 솔로 프로젝트들과 함께 음악을 발매했다. ', 그는 플로리다 현지 주위의 하드코어 펑크와, 둠 메탈 밴드로 커리어를 시작하였다. 2015년, 그는 로스앤젤레스, 캘리포니아로 이주해 릴 비즈(Ill Bizz)라는 별명으로 래퍼로써의 커리어를 시작한다. . 같은 시기에 그는 힙합 집단 스키마포세(Schemaposse)의 멤버였다.
고스트메인은 트랩과 메탈의 콜라보로 사운드클라우드에서 인기를 얻었다. 2018년, 언더그라운드 음악계에서 큰 기대를 모았던 앨범 중 하나이며, 인더스트리얼 뮤직과 뉴 메탈의 영향을 많이 받은 7번째 정규 음반, 《N/O/I/S/E를 발매했다.

## 생애
에릭 휘트니는 1991년 4월 15일 플로리다주 레이크워스에서 뉴욕 출신 부모에 의해 태어났다.휘트니는 플로리다의 웨스트 팜 비치에서 자랐다. 청소년 시기, 그는 주로 하드코어 펑크 음악에 관심이 있었다. 그는 기타연주를 배웠고 네메시스(Nemesis)와 일곱 뱀(Seven Serpents)을 포함한 몇몇 밴드에서 공연했다.. 그는 또한 고등학교 때 미식축구를 하였으며, 휘트니가 17살 때 사망한 그의 아버지에 의해 강요되었다고 말했다.
휘트니는 하드코어 펑크 밴드 네메시스의 기타리스트로 있을 때 랩 음악을 접하게 되었고, 밴드 동료에 의해 멤피스 랩을 소개받게 되었다.

## 커리어
음악 경력을 쌓기 전에 휘트니는 여러 비즈니스 대 비즈니스 직책에서 일했다. 2015년, 휘트니는 남부 플로리다에서 음악적으로 번창하지 못했기 때문에, 캘리포니아주 로스앤젤레스로 이사했다. 그는 또한 그의 직업을 포기했다. JGRXXN와의 만남에서, 휘트니는 크레이그 잰(Craig Xen)과 릴 핍(Lil Peep)과 같은 예술가들을 포함한 그의 집단 스키마포세(Schemaposse)에 합류했다.
2016년 4월, 1년 만에, 휘트니는 스키마포세를 떠났다. 이후 그는 자신의 앨범 《Blackmage》와 싱글 《John Dee》로 첫 번째 영화 뮤직비디오를 발표했다. 휘트니는 결국 동료 플로리다주 출신 래퍼 푸야(Pouya)와 사귀기 시작했다. 2017년 4월, 포우야(Pouya)는 고스트메인과 함께 《1000 Rounds》의 비디오를 공개했다.이 비디오는 빠르게 입소문이 났으며, 2021년 5월 현재 2,900만 이상의 조회수를 기록하고 있다.
2017년 말, 휘트니는 자신의 노래 "Mercury: Retrograde"의 1930년대 만화 편집 뮤직비디오를 제작하여 발표하면서 더 큰 성공을 거두었다. 이 만화는 1933년 베티 부프 단편 백설공주(1933년 영화)로, 캡 캘러웨이가 성 제임스 의무실을 노래하는 코코 역을 맡았다. 이 비디오는 그 후 3억 6천 1백만 뷰에 달하며 그의 가장 잘 알려진 싱글이 되었다.
2018년 10월, 그는 'Broken'이라는 제목으로 트랙을 내기 위해 Zubin과 팀을 이루었다.
같은 해, 그는 그의 7번째 스튜디오 앨범인 'N/O/I/S/E'를 내었다. "N/O/I/S/E", 그의 7번째 정규앨범에 따르면, 많은 곡들이 인더스트리얼 메탈(industrial metal), 뉴 메탈(nu metal), 메탈리카(Metallica), 마릴린 맨슨(Marilyn Manson), 나인 인치 네일스(Nine Inch Nails)의 영향을 받았다. 2020년 5월, 그는 자신의 최신 프로젝트인 베이더-메인호프(Baader-Meinhof)를 공개했다.
2020년 12월에 발매된 그의 전 약혼녀 파피(Poppy)의 크리스마스 EP "A Very Poppy Christmas"의 단독 프로듀서이기도 하다.
2021년, Nick Cinelli가 감독한 고스트메인의 뮤직비디오 《AI》는 Berlin Music Video Awards(베를린 뮤직 비디오 어워드)에서 가장 기괴한 부문에 후보로 올랐다.

## 예술가적 기질
서정적으로, 고스트메인의 주제는 신비주의, 우울증, 허무주의, 죽음과 조명주의에 초점을 맞추고 있다. 그는 하드코어 펑크 밴드에서는 기타를, 둠 메탈 밴드에서는 드럼을 연주하는 음악가로 경력을 시작했다. 그는 자신의 가장 큰 영향력이 블랙 메탈 밴드 바토리(Bathory)라고 말했다. 그는 10대 시절 대부분을 Deicide(밴드), Death(메탈 밴드), Carcass(밴드), Mayhem(밴드)와 같은 익스트림 메탈 밴드를 들으며 보냈다. 랩 음악의 측면에서, 고스트메인은 Outkast(아웃캐스트)와 Three 6 mafia(3 6 마피아)와 같은 남부 랩 그룹의 영향을 받는다. 그는 또한 초기 영향력으로 중서부 랩 그룹 Bone Thugs-n-Harmony를 언급했다.

## 개인사
2019년 10월, 고스트메인은 음악가이자 유튜버인 포피(Poppy)와 연애를 시작했다. 2020년 7월, 포피는 SNS를 통해 서로 약혼했다고 발표했다. 이 커플은 2021년 말에 헤어졌고 약혼을 취소했다.

## 역행 밴드
최근
- Parv0 – DJ
- Nolan Nunes – 베이스
- Cayle Sain – 드럼

과거
- Mark Bronzino – guitar

## 디스코그래피

### 고스트메인(Ghostemane)으로 발매

#### 스튜디오 앨범
- Oogabooga (2015)
- For the Aspiring Occultist (2015)
- Rituals (2016)
- Blackmage (2016)
- Plagues (2016)
- Hexada (2017)
- N / O / I / S / E (2018)
- ANTI-ICON (2020)

#### 콜라보 앨범
- Pallbearers || Tales from the Grave (DJ Killa C와 합작) (2015)
- GRXXNGHOSTENAGROM (JGRXXN, Nedarb Nagrom와 합작)  (2015)
- Elemental (Lil Peep, JGRXXN와 합작) (2016)
- Lordxmage (Scarlxrd와 합작) (2021)

#### 컴필레이션 음반
- Astral Kreepin (Resurrected Hitz) (2015)
- Get To Know Us (w/Lil Peep x JGRXXN) (2016)
- Hiadica (2019)

#### 익스텐디드 플레이
- Ghoste Tales (2015)
- Dogma (2015)
- Kreep [Klassics Out Tha Attic] Featuring Dj Insane  (2015)
- DÆMON (Nedarb Nagrom와 합작) (2016)
- DÆMON II (Nedarb Nagrom와 합작) (2016)
- DÆMON III (Nedarb Nagrom와 합작) (2017)
- Dahlia I (Getter(DJ)와 합작) (2018)
- Fear Network (2019)[33]
- Opium (2019)
- Human Err0r (Parv0와 합작) (2019)
- Digital Demons (Nolife와 합작) (2019)
- Lxrdmage (Scarlxrd와 합작) (2021)
- Fear Network II (2021)

#### 믹스테잎
- Blunts n' Brass Monkey (2014)
- Taboo (2014)

### 릴 비즈(Ill Biz)로 발매

#### 믹스테잎
- Revival (ft. Shepherd) (2012) ("Revival"과 "Lean Wit It" 에서만)
- No Holds Barred (2012) (datpiff.com 전용 믹스테이프)
- versatyle (2013) (미공개)
- Soh fahy mixtape (ft. Infinite SoFi) (2013)  (트랙 "Southside" 에서만)
- ILL BiZ EP (ft. Infinite SoFi) (2013)
- 1991 (2014)

### GASM로 발매

#### 스튜디오 앨범
- Www (2018)

### 스웨러(SWEARR)로 발매

#### 익스텐디드 플레이
- Technomancer (2019)

### 베더 메인호프(Baader-Meinhof)로 발매

#### 익스텐디드 플레이
- EP (2016)
- Evil Beneath a Veil of Justice (2019)
- Baader-Meinhof (2020)

### 네메시스(Nemesis)와 합작

#### 익스텐디드 플레이
- From the Neighborhood (2012)

### 세븐 서펜츠(Seven Serpents)와 합작

#### 익스텐디드 플레이
- Seven Serpents (2015)

### 에릭 고스트(Eric Ghoste)로 발매
- Music from the Motion Picture (2021)